# 134124 Subirachs
134124 Subirachs è un asteroide della fascia principale. Scoperto nel 2005, presenta un'orbita caratterizzata da un semiasse maggiore pari a 3,1274504 UA e da un'eccentricità di 0,1278105, inclinata di 10,77550° rispetto all'eclittica.